# Sare (Lahane Oriental)
Sare ist eine osttimoresische Aldeia. Sie liegt im Zentrum des Sucos Lahane Oriental (Verwaltungsamt Nain Feto, Gemeinde Dili). Sare bildet den traditionellen Stadtteil Mota Ulun (Ost) der Landeshauptstadt Dili. Im Nordosten grenzt Sare an die Aldeia Temporal, im Nordwesten an die Aldeia Metin, im Südwesten an die Aldeia Suhu Rama, im Süden an die Aldeia Rai Mean und am Osten an die Aldeia Becoe. An der Westgrenze von Sare verläuft der Bemori, ein Nebenfluss des Mota Claran, der nur in der Regenzeit Wasser führt.
In Sare leben 363 Menschen (2015).